# Orectoderus schuhi
Orectoderus schuhi är en insektsart som beskrevs av Knight 1964. Orectoderus schuhi ingår i släktet Orectoderus och familjen ängsskinnbaggar. Inga underarter finns listade i Catalogue of Life.